# شبرق ريشي
الشبرق الريشي (باللاتينية: Ononis pinnata) نوع نباتي ينتمي إلى جنس الشبرق من الفصيلة البقولية.

## الموئل والانتشار
موطنه المغرب العربي وإسبانيا والبرتغال.